# Begonia exilis
Begonia exilis là một loài thực vật có hoa trong họ Thu hải đường. Loài này được O.E.Schulz mô tả khoa học đầu tiên năm 1911.